# Astragalus tashqurghanicus
Astragalus tashqurghanicus är en ärtväxtart som beskrevs av Karl Heinz Rechinger och Dieter Podlech. Astragalus tashqurghanicus ingår i släktet vedlar, och familjen ärtväxter. Inga underarter finns listade i Catalogue of Life.